# Still I Rise
Still I Rise es un álbum de 2Pac en conjunto con el grupo The Outlawz, a excepción del miembro Hussein Fatal. Fatal abandonó el grupo debido a que algunos miembros firmaron con Death Row Records, traicionando la decisión de 2Pac de que nunca firmaran por el sello. El álbum fue lanzado el 14 de diciembre de 1999 por Interscope Records bajo el sello Death Row. Todo el material del álbum es inédito. Fue certificado platino por la RIAA.
El álbum incluye el sencillo "Baby Don't Cry (Keep Ya Head Up II)", similar en el tono lírico a otros populares sencillos del artista como "Brenda's Got A Baby" y "Keep Ya Head Up". La canción "Letter to the President" fue incluida en la película Training Day de 2001. El álbum fue nombrado Still I Rise en honor a un poema de Maya Angelou.

## Lista de canciones
| #  | Título                                | Productor(es)            | Intérprete(s) | Sample(s)                                                                | Duración |
| -- | ------------------------------------- | ------------------------ | --- | ------------------------------------------------------------------------ | -------- |
| 1  | "Letter to the President"             | QD III                   | - Intro: E.D.I. Amin - Primer verso: 2Pac - Estribillo: 2Pac & C-Knight - Segundo verso: E.D.I. Amin - Tercer verso: Big Syke - Cuarto verso: Kastro - Outro: 2Pac & C-Knight                  |                                                                          | 6:03     |
| 2  | "Still I Rise"                        | Johnny J                 | - Intro: Kastro - Primer verso: 2Pac - Estribillo: Ta'He - Segundo verso: Yaki Kadafi - Tercer verso: Napoleon - Cuarto verso: Young Noble                                                     |                                                                          | 4:45     |
| 3  | "Secretz of War"                      | Johnny J                 | - Estribillo: E.D.I. Amin - Primer verso: E.D.I. Amin - Segundo verso: 2Pac - Tercer verso: Kadafi - Cuarto verso: Young Noble                                                                 |                                                                          | 4:15     |
| 4  | "Baby Don't Cry (Keep Ya Head Up II)" | 2Pac, Soulshock & Karlin | - Intro: 2Pac - Estribillo: 2Pac, H.E.A.T. (fondo) - Primer verso: 2Pac - Segundo verso: E.D.I. Amin - Tercer verso: Young Noble                                                               |                                                                          | 4:22     |
| 5  | "As the World Turns"                  | Darryl "Big D" Harper    | - Intro: 2Pac - Primer verso: 2Pac - Estribillo: Darryl "Big D" Harper, 2Pac (fondo) - Segundo verso: Young Noble - Tercer verso: Napoleon - Cuarto verso: E.D.I. Amin - Quinto verso: Kadafi  | - Contiene una interpolación de "Sounds Like a Love Song" de Bobby Glenn | 5:08     |
| 6  | "Black Jesuz"                         | 2Pac & L Rock Ya         | - Intro: 2Pac, Kadafi - Primer verso: Kadafi - Segundo verso: Storm - Estribillo: 2Pac, Val Young - Tercer verso: Young Noble - Cuarto verso: 2Pac - Quinto verso: Kastro - Outro: Kastro      |                                                                          | 4:29     |
| 7  | "Homeboyz"                            | Daz Dillinger            | - Intro: 2Pac - Primer verso: 2Pac - Segundo verso: Young Noble - Estribillo: 2Pac - Tercer verso: 2Pac                                                                                        |                                                                          | 3:38     |
| 8  | "Hell 4 a Hustler"                    | Damon Thomas             | - Primer verso: 2Pac - Estribillo: Outlawz - Segundo verso: E.D.I. Amin - Tercer verso: Young Noble - Outro: 2Pac                                                                              |                                                                          | 4:56     |
| 9  | "High Speed"                          | Darryl "Big D" Harper    | - Intro: Kastro, 2Pac - Primer verso: 2Pac - Segundo verso: E.D.I. Amin - Tercer verso: Kadafi - Cuarto verso: 2Pac - Outro: 2Pac, E.D.I. Amin                                                 |                                                                          | 5:59     |
| 10 | "The Good Die Young"                  | Darryl "Big D" Harper    | - Intro: 2Pac - Primer verso: 2Pac - Estribillo: Val Young - Segundo verso: Napoleon - Tercer verso: Young Noble - Cuarto verso: Kastro - Quinto verso: E.D.I. Amin - Outro: 2Pac, Young Noble |                                                                          | 5:42     |
| 11 | "Killuminati"                         | Tony Pizarro             | - Primer verso: 2Pac - Estribillo: 2Pac, Kastro, Qierra Davis-Martin (armonía) - Segundo verso: E.D.I. Amin - Tercer verso: Kadafi - Outro: 2Pac                                               |                                                                          | 4:02     |
| 12 | "Teardrops and Closed Caskets"        | QD III                   | - Intro: 2Pac - Primer verso: Outlawz - Estribillo: Nate Dogg, Val Young - Segundo verso: Outlawz - Tercer verso: Outlawz                                                                      | - Contiene elementos de "Love Ballad" de L.T.D.                          | 5:05     |
| 13 | "Tattoo Tears"                        | Kurupt                   | - Intro: 2Pac - Primer verso: 2Pac - Estribillo: Outlawz - Segundo verso: Young Noble - Tercer verso: Napoleon - Cuarto verso: Kadafi - Quinto verso: Kastro                                   |                                                                          | 5:02     |
| 14 | "U Can Be Touched"                    | Johnny J                 | - Intro: Napoleon - Primer verso: Napoleon - Estribillo: 2Pac - Segundo verso: E.D.I. Amin - Tercer verso: Kastro - Cuarto verso: Kadafi                                                       | - Contiene elementos de "Piano in the Dark" de Brenda Russell            | 4:23     |
| 15 | "Y'all Don't Know Us"                 | Quimmy Quim & Reef       | - Intro: Young Noble - Primer verso: Young Noble - Estribillo: Young Noble - Segundo verso: Napoleon - Tercer verso: E.D.I. Amin                                                               |                                                                          | 4:55     |

## Posiciones en lista

### Álbum
| Lista (1999)                      | Posición máxima |
| --------------------------------- | --------------- |
| Lista de álbumes de Alemania      | 24              |
| Lista de álbumes de Austria       | 48              |
| Lista de álbumes de Canadá        | 18              |
| Lista de álbumes de Holanda       | 24              |
| Lista de álbumes de Nueva Zelanda | 49              |
| Lista de álbumes del Reino Unido  | 75              |
| Lista de álbumes de Suiza         | 86              |
| Billboard 200                     | 6               |
| Billboard Top R&B/Hip Hop Albums  | 2               |

### Sencillos
| Año  | Sencillo                              | Billboard Hot 100 | Hot R&B/Hip-Hop Singles & Tracks |
| ---- | ------------------------------------- | ----------------- | -------------------------------- |
| 1999 | "Baby Don't Cry (Keep Ya Head Up II)" | 72                | 36                               |